# エースコンバット・ゼロ ザ・ベルカン・ウォー
『エースコンバット・ゼロ ザ・ベルカン・ウォー』（ACE COMBAT ZERO THE BELKAN WAR、通称エースコンバット・ゼロ）は、2006年3月23日にナムコ（後のバンダイナムコエンターテインメント）より発売されたPlayStation 2用フライトシューティングゲーム。エースコンバットシリーズ国内第6作。タイトルの『ゼロ（ZERO）』は『0』と表記されることもあるが、公式には『ゼロ』または『ZERO』表記のみが使用されている。
本作が旧ナムコから発売された最後のPS2用ソフトとなった。

## 概要
ゲームコンセプトは、"New Blood, New Battles."（意訳：新たなる血、新たなる戦い）。
前作『ACE COMBAT 5』キャンペーンモードのストーリーで幾度か触れられたベルカ戦争が物語の中心となる。自らのプレイスタイルによって遭遇する敵エース部隊やムービー演出が変化する「エーススタイル・ゲージシステム」を新たに導入した。また、僚機は1機に戻ったが前作から導入された十字キーでの僚機への指令コマンド「分散」が「対空」「任意」「対地」と細かい指令が出せるようになった。その他、前々作で高評だった特殊兵装の選択が今作から復活。僚機の特殊兵装も変更できるようになったが、今作では僚機の機体を変更することはできない。
過去の出来事であるベルカ戦争をドキュメンタリー方式で追っていくストーリー展開や、ムービーで姿を表す重要人物は全て実写であることなど、シリーズの中では他に無い手法を採っている。
- 舞台 - 1995年のウスティオ共和国・ベルカ公国。
- VSモード - 『ACE COMBAT 04』以来の復活。一部ステージでは『04』のメビウス中隊と『5』のウォードッグ隊がそれぞれ1P・2P側に登場。ステージは前作『5』の物。
- ジャケットイラストは赤を基調に、主人公が所属する部隊であるガルム隊の2機のF-15Cをメインに描かれている。海外版では仕様が若干異なる。
- 航空機名の使用許可と航空自衛隊の製作協力は前作と同じである。

## ストーリー
2005年、オーシア連邦では1995年に勃発したベルカ戦争に関する情報の一部が開示された。ジャーナリストのブレット・トンプソンはすぐさまこの資料を入手し、それでは足りず、出所不明な裏情報にまで手を出した。その中で彼は一人の傭兵に関する記述と「鬼」と言う単語が頻繁に出てくることを発見。畏怖と敬意の狭間で生きた一人の傭兵である、「彼」を通してベルカ戦争の真実に迫ることにした。「彼」と戦ったことのあるパイロットに取材するため各地を渡り歩くなか、ブレットはかつて「彼」の相棒を務めていたという「片羽の妖精」の異名を持つラリー・フォルクと出会う事となる。そして、「片羽」の言葉から物語の幕は上がる。

## サウンド
前々作からの恒例となったオーケストラサウンドや、ギターサウンドに加えて、本作では多くの楽曲でフラメンコを基調としている。本作を代表する曲である『ZERO』は、フラメンコギターやカスタネットを主体としており、エンディングテーマなどの他の楽曲でもフレーズが一部引用されている。また、前作の『The Unsung War』の歌詞を一部使用しており、前作の過去編といえる本作とのストーリーの繋がりを意識させている。

## 用語集

### 国家、組織など
ベルカ公国（Principality of Belka）
オーシア連邦の東に位置する国家。首都はディンズマルク（Dinsmark）。厳密にはベルカ公国は連邦国家である「ベルカ連邦」の盟主という立ち位置だが、本作ではベルカ連邦もまとめてベルカ公国と呼ぶ場面が見られる。
ベルカ騎士団の末裔であるベルカ軍を擁し、高い技術力と工業力、そしてそれに裏打ちされた精強な軍事力を誇る古来からの軍事大国である。拡張主義政策の下で国土を拡張したが、軍事費の増大が国家財政を圧迫したことで重度の経済危機に陥った。状況を打開するために1987年末には連邦法を改正して東部自治領に政治権限の大半を委譲すると共に駐留軍を撤退させ、1988年にはウスティオをはじめとする東部自治領を独立させて自国から切り離した。しかしそれでもなお不況は収まらず、経済不安やオーシア連邦による領土切り崩しの中で「昔ながらの強いベルカ」を求める国民の声から、1991年12月25日にベルカ民主自由党が政権を掌握した。ウスティオ共和国での資源発見を機に1995年3月25日には周辺国に宣戦布告し、ウスティオ共和国やサピン王国、オーシア連邦などに侵攻、ベルカ戦争の火蓋が切られることとなる。
前作の『エースコンバット5』にも登場する国家であるが、本作ではそれ以前の歴史がクローズアップされている。
ベルカ民主自由党（Democratic Liberal Party）
「強く正当な国家の再生」をスローガンとする、国粋主義的傾向が強い極右政党。1980年代の経済危機により、当時のベルカ政府が国土を売却しオーシアによる領土切り崩しにも対処できず支持を失う中、「昔ながらの強いベルカ」を望む国民の支持を集め、政権を掌握する。ベルカ戦争の開戦直後は優勢を確保するも、連合軍の反攻によってベルカ領内が戦場になると軍部強硬派が自国領での戦術核兵器使用を敢行する。これにより政権は崩壊し、連合軍主導の暫定政権が発足する。戦前は国民の圧倒的な支持を得ていたものの、ベルカ純血主義の下、移民を含めた外国系人種のベルカ人を冷遇することもあった。
ベルカ絶対防衛戦略空域「B7R」（Belkan Priority One Strategic Airspace "B7R"）
ベルカの政治的・軍事的・産業的における象徴的な空域。ベルカの工業都市スーデントールやウスティオ共和国との国境地帯などを含む、直径400kmの隆起地形が広がる円形の地域。B7Rとはベルカ側が命名したエリアコードであり、狭義にはB7R地域内に存在するベルカ軍の東部国境防衛ラインのことを指す。
膨大な資源埋蔵量を誇る鉱山地帯であるため、かつては地下資源をめぐってベルカと周辺諸国の戦場と化し、幾度となく国境線が引き直されてきた。ベルカ戦争に於いても激戦地であり、ベルカ空軍の精鋭部隊が常に哨戒に当たっている。鉱物資源に由来する強い磁場によって通信障害が多発し、戦闘行為のみならず万一の場合の救助も難しいため、戦闘機パイロットにとっては自らの技量を試される極限の戦場であり、戦争当時ウスティオ空軍では「当空域の交戦規定は唯一つ“生き残れ”」と言われていた。円形の地域であること、また空戦に於いては階級などに関係なく実力のみが絶対であることから、上座も下座もない円形テーブルにかけて、パイロット達の間では畏怖の念を込めて「円卓（The Round Table）」と呼ばれている。
 ウスティオ共和国（Republic of Ustio）
ベルカ公国の南東に位置する小国で、旧ベルカ連邦の構成国。首都はディレクタス（Dilectus）。ベルカ連邦法の改正を受けて、1988年5月12日にベルカから分離独立した。1991年12月16日の国境線引き直しにより東部領土をラティオに割譲した。1995年、莫大な地下資源が存在することが明らかになり、結果として3月25日にベルカから侵略されることになる。当初は防戦一方となり、開戦から1週間後には山岳地帯を除くほとんどの地域を占領される。1995年4月2日、ウスティオはヴァレー空軍基地に傭兵を結集させ、反撃に出た。
小国ではあるがベルカ連邦時代はベルカの技術力の基となるほどの工業力を持っていたため、基本的に裕福な国でもある。軍備に関してはあまり描写が無いが、空軍は早期警戒管制システムの重要性を認識しており、潤沢な資金を活用して後述する第6航空師団にAWACS機であるE-767を導入した。
ヴァレー空軍基地（Valais Air Base）
ウスティオ領北東部のテュラン山脈奥地に立地するウスティオ空軍の基地。陸路での移動が困難な立地条件が幸いし、首都ディレクタスとは異なり、ベルカ軍の侵攻は免れた。ウスティオ臨時政府によって反撃の拠点とされ、この基地を本拠地とする傭兵部隊「第6航空師団」がベルカ戦争において重要な役割を果たす。
 オーシア連邦（Osean Federation）
北オーシア大陸の大国で大陸の西側を国土とする。首都はオーレッド（Oured）。拡張主義的な政策によって衰退していたベルカの西部領域を切り崩して自国の領土としていたが、こうした政策がベルカにおいて極右政党が政権を握る一因となった。戦後は拡張主義を放棄し、積極的に軍縮を行った。
前作の『エースコンバット5』にも登場する国家であるが、本作ではそれ以前の歴史がクローズアップされている。
サピン王国（Kingdom of Sapin）
ベルカ公国の南に位置する国。首都はグラン・ルギド（Gran Rugido）。北オーシア大陸の南西部に位置し、南東はオーレッド湾やフトゥーロ運河を挟んでオーシア連邦、北はウスティオ共和国、北西はベルカ公国、東はラティオと接する。ベルカ戦争ではベルカ軍の侵攻を受け、連合軍を構成する一国となる。
ファト連邦（FATO states）
ベルカ公国の東に位置する連邦国家。首都はブルニーズ（Brunies）。ベルカ戦争ではモーデルの戦いでゲベートを支援するが敗退し、以後ベルカ軍の侵攻を受ける。
ゲベート共和国（Republic of Gebet）
ベルカ公国の東に位置する国家で、旧ベルカ連邦の構成国。首都はモンス（Mons）。ベルカ連邦法の改正で独立機運が高まり、ウスティオに先立ち1988年2月8日にベルカから分離独立した。1991年12月16日の国境線引き直しによりレクタと分裂した。ベルカ戦争では戦線構築をする間もなく、3月27日のモーデル制圧戦をはじめ、各地でベルカ軍に敗れる。
レクタ（Recta）
ベルカ公国の東に位置する国家で、旧ベルカ連邦の一部であった。1991年12月16日の国境線引き直しによりゲベートから分離独立した。首都はコール（Cor）。1970年代には民族主義を掲げる解放戦線が活動しており、ベルカ中央政府とはレクタ紛争と呼ばれる戦争状態にあった。
ラティオ / レシオ（Ratio）
ウスティオ共和国の東に位置する国家。首都はセントラム（Centrum）。ウスティオがベルカから分離独立したあと、1991年12月16日の国境線引き直しによりウスティオ東部を併合した。
名称には表記ゆれがあり、統一されていない。
 ユークトバニア連邦共和国（Union of Yuktobanian Republics）
ベルーサ大陸の大国。オーシアとはお互いに仮想敵国としており冷戦状態にあったが、ベルカ戦争では連合軍に参加する。
連合軍（Allied Forces）
ベルカ戦争において、ベルカに対抗した国々による軍事的な連合。主な構成国はオーシア連邦、サピン王国、ウスティオ共和国など。また、大陸外の国家であるユークトバニア連邦共和国も参加している。
国境無き世界（A World with No Boundaries）
ベルカ、ウスティオ、オーシア、サピン、ユークトバニアなど、多国籍の将校によるクーデター軍。
ベルカが開発していた戦略核兵器「V2」を搭載した弾道ミサイルをオーシア大陸各地の主要都市や地下資源採掘施設に向けて発射し、都市機能や市場経済を麻痺させ文明を退化させることで既存の国家や国境といった社会システムを破壊し、ゼロから社会を再構築することを目的としていた。ベルカ領内のムント渓谷に位置するアヴァロンダム要塞を拠点とし、1995年12月に蜂起すると同時に停戦協定の行われた都市ルーメンをXB-0を用いて空爆する一方、アヴァロンダムでV2搭載ミサイルの発射準備を進めていたが、XB-0はヴァレー空軍基地空爆後にスクランブルしたガルム隊によって撃墜され、アヴァロンダムの要塞施設も連合軍航空部隊による空爆で破壊されたことで、計画は頓挫して組織は崩壊した。組織崩壊後も行方不明となった構成員の一部は反連合工作活動を続けており、オーシア特殊警察などによる捜査が続けられている。
なお、国境なき世界が掲げた「国境や国家をなくし、国籍などの垣根を越える」という野望は、エースコンバット3の時代（2030年代から2040年代）に、ゼネラルリソースなどの国家を凌ぐ影響力を獲得した巨大多国籍企業体によって、国家が衰退していったことで図らずも実現することになる。
アックス＆ハンマー（Axe & Hammer Precision Instrument Industry）
戦闘用ブリーフィングシステムを開発している企業。ウスティオ軍にブリーフィング用の「O.B.G. SYSTEM VER.2.5」を提供している。

## 部隊名

### ウスティオ空軍
第6航空師団第66飛行隊ガルム（6th Air Division 66th Air Force Unit "Galm"）
ウスティオの外国人傭兵部隊。ヴァレー空軍基地を拠点として、ベルカ戦争では対ベルカ防衛戦からベルカへの反撃侵攻まで重要な役割を持つ。TACネーム「サイファー」がガルム1。「ピクシー」がガルム2である。「ピクシー」の離脱後は、クロウ隊の「PJ」がガルム2として合流した。なお、ガルムの名は北欧神話に登場する番犬に由来する。部隊章は鎖に繋がれた犬。
第6航空師団第4飛行隊クロウ（6th Air Division 4th Air Force Unit "Crow"）
ガルム隊と同じく、第6航空師団に属する傭兵部隊。エクスキャリバー攻撃作戦にて初めてガルム隊と共同作戦を行って以来、共同作戦を行うことが増えた。また、TACネーム「PJ」ことパトリック・ジェームズ・ベケットはクロウ隊の3番機を勤めていた折、1番機と2番機のパイロットである「クロウ1」と「クロウ2」からは作戦中にもかかわらずよくヴァレー空軍基地にいる恋人のことでからかわれていた。「PJ」がガルム隊に合流後、「クロウ1」と「クロウ2」が登場しなくなり、部隊が存続しているかは不明。部隊章は矢を咥えたカラス（Crow）をハートマーク型に描いたもの。

### ベルカ空軍
第2航空師団第52戦闘飛行隊ロト（2nd Air Division 52nd Tactical Fighter Squadron "Rot"）
隊長はデトレフ・フレイジャー少佐が務める。赤と灰色を基調とする4機のタイフーンで編成される。通常より射程の長いロングレンジミサイルを搭載しており遠距離からでも攻撃を仕掛けてくる。エリート部隊であり、軍のプロパガンダに幾度となく登場している。
ロト（Rot）はドイツ語で「赤」の意。
第10航空師団第8戦闘飛行隊グリューン（10th Air Division 8th Tactical Fighter Squadron "Grun"）
隊長はベルンハルト・シュミッド大尉が務める。独特のグリーン迷彩が特徴的な4機のF/A-18Cで編成される。チャフやフレアによるミサイル回避戦術や、鋭い戦局観察眼を持つシュミッドの指揮による臨機応変な戦闘を持ち味とし、数々の戦果を上げる。シュミッドが率いる隊員達は、「戦いを生き残る」ことを最重要視し軍規違反の撃墜スコアを稼いでいた、第10航空師団内での厄介者の集団であり、名誉と武勲を重んじる伝統のベルカ空軍にあって異色の存在であった。部隊章は円形に中に描かれた緑のフクロウ。
グリューン（Grun）はドイツ語で「緑」の意。
第7航空師団第51戦闘飛行隊インディゴ（7th Air Division 51st Tactical Fighter Squadron "Indigo"）
隊長はデミトリ・ハインリッヒ中佐が務める。白いボディに藍色のラインが入った4機のJAS-39Cで編成される。ハインリッヒの意向により騎士道を重んじる戦い方を旨としており、「ベルカ藍色の騎士団」の異名を持つ。部隊章はシールドの中に描かれた兜。
インディゴ（Indigo）はドイツ語で「藍」の意。
第5航空師団第23戦闘飛行隊ゲルプ（5th Air Division 23rd Tactical Fighter Squadron "Gelb"）
隊長はオルベルト・イェーガー少佐が務める。翼の両端を黄色くペイントした2機のSu-37で編成される。2番機パイロットのライナー・アルトマン中尉との息の合った連携が武器で、部隊章にちなみ「番（つがい）のカワウ」と呼ばれる。格闘戦用に機体後方へ向けて空対空ミサイルをマウントしており、至近距離で背後を取っている敵機に向けて攻撃する変則的な戦法を採る。
ゲルプ（Gelb）はドイツ語で「黄」の意。
第13夜間戦闘航空団第6戦闘飛行隊シュヴァルツェ（13th Night Fighter Air Division 6th Tactical Fighter Squadron "Schwarze"）
隊長はドミニク・ズボフ少佐が務める。自軍の脱走兵や命令違反者の粛清を主な任務とする督戦部隊であり、味方にさえも容赦ない攻撃ぶりと部隊章が髑髏に乗り、蛇と睨み合っているハゲタカであることから「ハゲタカ隊」もしくは「エスケープキラー」と呼ばれ、味方の将兵からは恐怖と軽蔑の対象になっている。任務遂行に適する機体として加速力や最高速力に優れた8機の黒いMiG-31で編成され、その加速力をストレートに生かした戦法を行う。ベルカ空軍に根ざすベルカ人純血主義の影響で、脱走者や裏切り者とはいえ「ベルカ人がベルカ人を殺す」ことをタブー視した結果、隊員はユークトバニアとベルカ出身の傭兵で正規の空軍軍人は1人も属していない。この部隊自体が「汚れ役」である存在故に、ベルカ敗戦が迫る中証拠隠滅のために隊の記録は抹消されている。またそれ以前に隊員に関する氏名などの情報すら本名かどうか疑わしく、一部の戦死者は密かに生存しているという怪情報すらある。
シュヴァルツェ（Schwarze）はドイツ語で「黒」の意。
第22航空師団第4戦闘飛行隊シュネー（22nd Air Division 4th Tactical Fighter Squadron "Schnee"）
隊長はエリッヒ・ヒレンベランド中尉が務める。4機のF-14Dと、1機のEA-6Bで編成される。電子戦機 (EA-6B) によるレーダーへの目つぶしと、それと同調した長距離ミサイル攻撃で敵部隊を混乱させる戦術を得意とする。開戦と同時に最前線に投入され、多大な戦果を上げた。
シュネー（Schnee）はドイツ語で「雪」の意。
第51航空師団第126戦闘飛行隊ズィルバー（51st Air Division 126th Tactical Fighter Squadron "Silber"）
隊長はディトリッヒ・ケラーマン中佐が務める。ゼブラカラーのF-4Eと4機のF-16Cによる計5機で編成される。隊長機のF-4Eは旧式ながらかなりの改修が施されている模様で、ケラーマンの空戦技術とあいまって侮り難い戦闘能力を発揮する。隊員は空軍アカデミーの教官も務めたケラーマンの教え子たちであり、彼の指揮の下では手ごわいが、まだ彼に頼りすぎている感があり、彼の指揮なくしては烏合の衆になりかねない弱さも持っている。
ズィルバー（Silber）はドイツ語で「銀」の意。ズィルバーの名を冠する部隊は過去に2隊存在する。一つ目は現役パイロット時代のケラーマンの所属部隊であった第51航空師団第105戦闘飛行隊で、通称は「第一期ズィルバー隊」。二つ目は1990年にケラーマンが第一期ズィルバー隊から空軍アカデミーに移ってから、ケラーマンの部下であり教え子でもあった面々達による部隊で通称は「第二期ズィルバー隊」。第二期ズィルバー隊はベルカ戦争で隊員の多くが戦死、あるいは負傷していたので、ベルカ空軍上層部はケラーマンの前線復帰に際して、新たに「第三期ズィルバー隊」を編成することになった。
第18航空師団第5戦闘飛行隊ゴルト（18th Air Division 5th Tactical Fighter Squadron "Gault"）
隊長はアントン・カプチェンコ中佐が務める。8機のSu-47で編成される。「ゴルトの巣」と呼ばれる変幻自在な包囲攻撃を得意としている。隊員の大半は戦死もしくは戦後死亡しているが、隊員の一人「ゴルト7」ことロレンズ・リーデルは後に自国の技術者と共にエストバキア連邦に亡命し、同空軍に所属を変えたことが「エースコンバット6」のアサルトレコードで明かされている。
ゴルト（Gault）はドイツ語で「金」の意（ただしドイツ語における本来の表記は"Gold"）。

### サピン空軍
第9航空陸戦旅団第11戦闘飛行隊エスパーダ（9th Air and Land Division 11th Tactical Fighter Squadron "Espada"）
隊長はアルベルト・ロペズ大尉が務める。J35J（ロペズ機）とラファールM（バスケス機）で編成される。驚異的な回避能力でプレイヤーの攻撃を易々とかわす。部隊章はシールドの中に描かれた剣が刺さった赤い牛。
エスパーダ（Espada）はスペイン語で「剣」の意。

### オーシア国防空軍
第8航空団第32戦闘飛行隊ウィザード（8th Air Division 32nd Tactical Fighter Squadron "Wizard"）
隊長はジョシュア・ブリストー大尉が務める。YF-23とF-16XL各4機の計8機で編成されており、F-16XLが囮として敵と戦っている間に、ステルス性能を有するYF-23の本隊が突然攻撃してくる。バトルアクス作戦（B7R制空戦）ではF/A-18Cに搭乗し友軍機として現れる。
ウィザード（Wizard）は英語で「（男の）魔法使い」の意。
第8航空団第32戦闘飛行隊ソーサラー（8th Air Division 32nd Tactical Fighter Squadron "Sorcerer"）
隊長はアンソニー・パーマー中尉が務める。8機のF-15S/MTDで編成されるウィザード隊の分遣隊。それぞれ2機ずつの合計4隊が一定の間隔を置いて接近してくる。バトルアクス作戦ではF/A-18Cに搭乗し友軍機として現れる。
ソーサラー（Sorcerer）は英語で「（悪魔の助けを借りる）魔術師」の意。

### オーシア国防海軍
第3艦隊（3rd Fleet）
空母ケストレルを旗艦とする艦隊。ケストレルの艦長はウィーカーが務める。ウスティオ解放作戦支援のため五大湖に派遣され、「戦域攻勢作戦計画4101」において各部隊の支援によりフトゥーロ運河突破に成功する。

## 架空機/架空兵器
ADFX-01/02 モルガン（Morgan）
南ベルカ国営兵器産業廠が開発中であった実験機。ADFX-01は連合軍に接収され、ADFX-02は国境無き世界にそれぞれ接収された。ADFX-02はクーデターにおいてV2の管制を担当した。
X-02 ワイバーン（Wyvern）
エルジア軍が開発していた、同国の航空技術の結晶ともいえる戦闘機。
時代設定上、本作時点では開発すらされていない機体であり、ストーリーとの関連性はないゲスト機体としての登場となる。
ADF-01 ファルケン（FALKEN）
ノースオーシア・グランターI.G.が開発していた、戦略レーザー搭載型の特殊戦闘機。
時代設定上、本作時点では開発すらされていない機体であり、ストーリーとの関連性はないゲスト機体としての登場となる。
Bm-335 リントヴルム（Lindwurm）
ベルカ軍が保有する戦略爆撃機。機体規模からB-52とほぼ同等の大型機と推測される。翼と一体化した4発のエンジン、上部にコックピット・下部にナハティガル爆撃用レーダーを持つ二重構造の機首、後部機銃を備え電子戦機材により肥大化した尾部や4つの垂直尾翼が特徴。
当初から核兵器運用を目的として開発されており、1951年の初飛行後も幾多のバージョンアップを経て1995年時点でも未だ現役である。それ故か、迎撃したウスティオ軍のパイロットからは「古典的な機種」と呼ばれていた。ベルカ戦争後の2011年時点でも未だ現役だが、主に偵察に使用される様になっている。名称の由来はドイツ地方に伝わる伝説の竜リントヴルム。
エクスキャリバー（Excalibur）
BMD（弾道ミサイル防衛）構想に基づきベルカ公国領南ベルカのタウブルグ丘陵に建設された、ベルカの技術力を象徴する超高層レーザー兵器。その名称はアーサー王伝説に登場する聖剣エクスカリバーに由来する。
RTLS（レーザー列車砲）
エクスキャリバー程ではないものの、強力なレーザーを照射可能なエクスキャリバー防衛用列車砲。平時は発電施設外側近辺の丘陵に掘られたトンネルにそれぞれ1両ずつ格納されている。
XB-0 フレスベルク (Hresvelgr)
南ベルカ国営兵器産業廠によって開発中だった重巡航管制機。全幅503mに及ぶ巨大航空機で、この巨体を飛行させるため、1350.2kNの大出力を誇るエンジンが6基搭載されている。計画上は50機以上の機体を収容可能な長距離侵攻用の空中空母であり、空中管制機としての機能も持ち合わせている。本来の重巡航管制機としての運用の他に、桁外れの積載能力を生かして超大型輸送機や爆撃機としての運用も可能ではあるが、運用に伴う莫大なコストが問題となっている。武装面では機体各所に機関砲や対空ミサイルといった自衛用の兵装が多数搭載されている。ベルカ戦争時には第一試験段階を完了したのみで、量産化や実戦への投入はされていない。
ベルカ戦争終結後、シルム山麓のイエリング鉱山に併設された「鳥の巣」と呼ばれる巨大格納庫に格納されていたフレスベルクは、クーデター組織「国境無き世界」によって接収され、同組織の移動手段として使用されることとなった。1995年12月25日、フレスベルクはクーデター軍の蜂起と同時に実戦投入され、ベルカ戦争の停戦条約が締結された都市ルーメンを爆撃する。その後、ウスティオ共和国ヴァレー空軍基地を襲撃し深刻な被害を与えるが、緊急発進したガルム隊との交戦で撃墜される。
フレスベルクの設計や建造で培われた技術は、亡命ベルカ人技術者を経由してエストバキア連邦で活かされ、重巡航管制機「アイガイオン」とそれを中核とする「空中艦隊」として結実することとなる。
名称の由来は北欧神話に登場する巨大な鷹フレスベルグ。作中では英語の慣習として0（ゼロ）をO（オー）に読み替えており、「XB-0」と書いて「エックスビーオー」と読む。「XB-O」と表記されることもあるが、これは誤りである。
V1
ベルカ国内を侵攻する連合軍の壊滅、あるいは足止めを狙い、ベルカ軍の一部強硬派が自国領内で起爆させた小型戦術核爆弾。1995年6月6日に計7発が起爆された。これにより多くのベルカ国民を含む12000人超が死傷した。この時使用された核兵器については、後述の「レディオアクティブ・デトネイター」も参照のこと。
V2
ペンドラゴン計画の一環で開発された大量報復兵器。ひとつの弾道ミサイルに複数の核弾頭を搭載するMIRVである。アヴァロンダムから発射されたものの、直後にミサイルの管制をしていたADFX-02がサイファーによって撃墜されたことでミサイル諸共大気圏外で爆散し消滅した。
レディオアクティブ・デトネイター
ベルカ軍部が開発したとされる小型の戦術核爆弾。ベルカ戦争の数年前から開発が始まったと噂されているが、この兵器の存在そのものも含めて真偽は不明。外見は手榴弾に似ており、100ヤード単位での爆発半径の調整が可能、上部のスライド式トリガーを動かすことで起爆するとされている。ベルカ戦争後期にベルカ軍が使用した計7発の核兵器は、この兵器であるとする説と、「V1」小型戦術核爆弾であるとする説、また、この兵器こそが「V1」であるとする説もあるが、詳細は不明である。

## 登場人物

### ウスティオ
サイファー（Cipher）
本作の主人公でありプレイヤーキャラクター。サイファーとはTACネームであり、本名ではない。コールサインは「ガルム1」。デモシーンではよく「彼」と呼ばれており、男性であることが分かる。
ウスティオ空軍第6航空師団第66飛行隊ガルム隊の1番機としてベルカ戦争に参加し、ベルカ空軍の精鋭部隊を相棒のラリー・フォルク少尉と共に撃破し続け、ウスティオの解放に貢献する。また他国との数々の合同作戦でも活躍し連合軍の士気を向上させた。ベルカ軍のエクスキャリバーを少数の味方とともに破壊し、ベルカ戦争の激戦地「B7R」の戦いでは、劣勢状態にあった連合軍を援護しその圧倒的な戦闘力と状況判断能力で一気に優勢に導いた。この頃から敵味方問わず畏怖と敬意から「円卓の鬼神（The Demon Lord of the Round Table）」や「鬼神（The Demon / The Demon Lord）」と呼ばれ始める。その後も各地を転戦し、ピクシーの離脱後はクロウ隊からパトリック・ジェームス・ベケット少尉を2番機に迎えて乗り越えベルカ戦争を終結に導いた。ベルカ戦争終戦から半年間の動向は明らかになっていないが、国境無き世界のクーデター時には再びヴァレー空軍基地から出撃し連合軍の一員として作戦に参加した。アヴァロンダムでは国境無き世界の一員となったピクシーとV2ミサイル大気圏再突入阻止のため、一対一での対決を繰り広げ、かつての相棒を自らの手で撃破してV2の再突入を阻止し国境無き世界の目標を挫いた。その後のサイファーの消息は不明であり、真実を知る幾許かの人間の記憶にたった数か月という短くも壮絶な生き様を刻み付けたまま歴史の闇の中に消えていった。
ラリー・フォルク（Larry Foulke）（日本語音声：桐本琢也）
ガルム隊の2番機を務める。階級は少尉。28歳。コールサインは「ガルム2」。TACネームは「ピクシー（Pixy）」。
ベルカ出身でオーシアとベルカの国境地帯で生まれた。幼少期にオーシアとの紛争で故郷を追われ、両親もその際に亡くしている。その後は孤児院で幼少期を過ごし、院を出た後は傭兵パイロットとして生計を立てた。一時はベルカの傭兵部隊に所属していた時期もある。1993年の戦闘で右翼を失いながらも帰還した経歴 があり、それを誇るかのように右翼を赤くペイントしたF-15Cを操る。このエピソードから、ベルカ戦争においては「片羽の妖精（Solo Wing Pixy）」や「片羽（Solo Wing）」の名でベルカ軍と連合軍の双方に広く名を知られている。1994年からウスティオの外人傭兵部隊に所属した。
ベルカ戦争の開戦に伴ってサイファーと初めて肩を並べて戦って以降、腕を認めたサイファーを「相棒」と呼び、「エクスキャリバー」の破壊やB7Rでの戦いにて共に活躍する。しかし戦争の目的が「ウスティオ解放」から「ベルカ侵攻」に変質すると、国家間の資源を巡る貪欲な姿勢に嫌気が差し始める。以前からアプローチを受けており、昔馴染みでもあったオーシア空軍所属のジョシュア・ブリストー大尉の誘いに乗り、ベルカ軍の核兵器起爆の混乱に紛れて乗機ごと離反し国境無き世界に参加した。国境無き世界では、クーデターの鍵となる弾道ミサイルの管制が可能なADFX-02戦闘機を任され、クーデター軍の重要人物の一人となった。アヴァロンダムでのV2核弾頭ミサイルの発射を巡る攻防の最中にレーザー兵器を使用してガルム隊のPJ機を撃墜した。V2による大量破壊の実行と、その阻止を巡ってサイファーと一対一の死闘を繰り広げた末に敗れベイルアウトし、辿り着いた核の爆心地の住民たちに助けられる。
ベルカ戦争から10年経た2005年11月頃、ユージア大陸の小国デラルーシの国境沿いで、国境の意味を確かめるべく地上で義勇軍として戦い続けるピクシーの言葉で物語は幕を開ける。トンプソンがピクシーにインタビューを行った2005年11月25日は、大陸戦争の終結からおよそ2ヶ月後のことである。
サイファーへ「よう相棒、まだ生きてるか?（Yo buddy. You still alive?）」とよく口にする。
パトリック・ジェームズ・ベケット（Patrick James Beckett）（日本語音声：森田成一）
ウスティオ空軍第6航空師団第4飛行隊「クロウ隊」の3番機。22歳。階級は少尉。コールサインはクロウ隊所属時は「クロウ3」で、ガルム隊へ異動後は「ガルム2」。TACネームはパトリック・ジェームズの略称から「PJ」。
オーシア出身。実家はパン屋を経営しており、両親と姉が二人いる。ハイスクール卒業後にバイクでオーシア大陸を一人旅をしてから半年が経過した頃、とある国で「英雄」と讃えられる伝説のエースパイロットに出会ったことがきっかけで傭兵部隊に志願し、パイロット養成学校に入り卒業する。1994年12月に傭兵パイロットとしてウスティオ空軍のヴァレー空軍基地に配属され、クロウ隊の一員となった。同年12月31日に初陣を経験した。
ベルカ戦争ではクロウ隊の一員としてF-16Cに搭乗して数々の作戦に従事する。ピクシーがガルム隊を去った後は、欠員補充のためガルム隊2番機としてサイファーの僚機となる。サイファーと共に過酷な戦場から何度も生還したが、アヴァロンダムでの戦闘で「国境無き世界」の一員となったピクシーの駆るADFX-02のレーザーに被弾して戦死する。帰還後には基地にいる恋人にプロポーズをする予定だった。毎年彼の命日には、欠かさず1人の女性がアヴァロンダム付近にある戦闘機の残骸に花を手向けに来るという。
趣味はポロ、バイクいじり、ビンデージコミック収集。基地では最年少で恋人もいることから皆から可愛がられたり、からかわれたりしている。正義感が強く戦争をなくすために戦っていると語るが、ピクシーからは「理想で空を飛ぶと死ぬぞ」と諭されるなど、意見を異にすることがある。
AWACS「イーグルアイ」（Eagle Eye）（日本語音声：銀河万丈）
ウスティオ空軍第6航空師団に所属し空中管制機E-767の管制官を務める。本名は不明。
ミッション2の幹線道路171号線奪還戦よりガルム隊の参加する戦闘を管制する様になる。ガルム隊に様々な指示を出す一方、時にはちょっとしたジョークを飛ばすこともある。

### ベルカ
デトレフ・フレイジャー（Detlef Fleisher）（日本語音声：川本克彦）
ベルカ空軍第2航空師団第52戦闘飛行隊「ロト隊」隊長。階級は少佐。28歳。コールサインは「ロト1」。TACネームは「ストルツ（Stolz = 誇り）」で、エンブレムにもその名が描かれている。「赤いツバメ（Red Swallow）」の異名を持つ。
1967年にディンズマルクで誕生する。父親は有名政治家であり陸軍軍人のハインツ・フレイジャーで、男4人兄弟の末っ子。趣味は東洋の兵法文献を収集すること。
高等学校を卒業後、1990年にスヘインデル士官学校を首席で卒業し若くして将校になる。デスクワークを嫌い前線への異動を希望し、その経歴と容姿が端麗であることから、空軍情報部の情報戦略官ラインハルト・ダール中将によって、軍の戦意高揚を目的とした広告塔として有効であると判断され前線へ異動となった。1994年にはB7Rで初陣を経験し、その戦いで3機を撃墜しその次の戦いでは5機を撃墜し名実ともに若手エースとなる。ベルカ戦争においても度重なる戦果によって新聞紙上を賑わしており、上層部は安全な後方勤務へ移そうとしたが彼は頑なに固辞した。愛国心が強く、祖国のために戦うことを何よりも誇りとしている。そのため、護るべき国を持たず金と力のためだけに戦う傭兵に激しい嫌悪感を抱いている。その傭兵に敗れたため、空を飛ばず基地司令の道へ転ずる。戦後は戦犯として出廷するが直刑は免れる。2005年時点はベルカの首都のディンズマルク大学で歴史学教授として、教鞭と研究に勤しんでいる。父親は愛国心の高い人物ではあったが優れた頭脳の持ち主ではなかったとされ、「私は父のようにはならない」というのが口癖であった。
ベルンハルト・シュミッド（Bernhard Schmidt）（日本語音声：竹田雅則）
ベルカ空軍第10航空師団第8戦闘飛行隊「グリューン隊」隊長。階級は大尉。30歳。コールサインは「グリューン1」。TACネームは「ラオディ（Rowdy = 乱暴者）」。
スーデントールに生まれる。母と妹が1人いる。父親は幼い頃に死去している。一般ハイスクールを卒業。趣味はビデオゲーム。
少年期はスーデントールの下町でストリートギャングとして過ごし、その経験は後に瞬時に戦局を見極める鋭い観察眼へと繋がる。ベルカ民主自由党の街頭演説を聞いたことで愛国心に目覚め、1990年にベルカ空軍に入隊。軍内の厄介者からなる、伝統のベルカ空軍としては異色のグリューン隊を率いる。鋭い観察眼によって戦果を上げ「フクロウの目を持つ男（A Man with the Eyes of an Owl）」、あるいは単にフクロウ（Owl）や緑のフクロウ（Green Owl） の異名を持つようになる。B7Rでの被撃墜後も戦い続けたが、終戦と共に軍が解体される。その後は生まれ故郷のスーデントールへ帰り、2005年時点ではバーの雇われ店長をしている。
デミトリ・ハインリッヒ（Dimitri Heinreich）（日本語音声：土師孝也）
ベルカ空軍第7航空師団第51戦闘飛行隊「インディゴ隊」隊長。階級は中佐。31歳。コールサインは「インディゴ1」。TACネームは「バローン（Baron = 男爵）」。
ベルカ騎士団の血筋であるハインリッヒ家の四男に生まれる。父親は貿易会社グループの会長を務める。趣味はビンテージワインの収集とフェンシング。
騎士道を重んじた戦い方をする。その優雅な飛び方から、「藍鷺（Indigo Heron）」の異名を持つ。通算54機の総撃墜数は1970年以降のベルカ空軍でトップ。ベルカ戦争序盤の東部戦線において、ゲベート国境のモーデル制圧戦にてファト連邦のF-14Dからなる航空機部隊をわずか5分で9機撃墜するという大戦果を挙げ、その名を知らしめた。その後、B7Rでの空戦で撃墜された際に重傷を負って人事不省となり、3ヶ月間の昏睡の末意識が戻ったときにはすでに戦争は終わっていた。戦後は空軍を離れ、父親から貿易会社を継ぎ、2005年時点も多忙な日々を送っている。
オルベルト・イエーガー（Orbert Jager）（日本語音声：増谷康紀）
ベルカ空軍第5航空師団第23戦闘飛行隊「ゲルプ隊」1番機パイロット。階級は少佐。34歳。コールサインは「ゲルプ1」。アルトマンと共に「コルモラン（Cormorant = カワウ）」の異名を持つ。
所属機が2機のみという珍しい編成であったゲルプ隊の隊長。ベルカ中南部のティオンビル基地を拠点に、主に「ハードリアン線」を中心とした南部防衛線の迎撃任務で活躍。空戦術の研究に熱心であり、Su-37の扱いにおいては当時のベルカ空軍でも傑出した人材であった。南部での迎撃任務からの帰投中にディレクタスへの飛行を命じられ、現地の防空戦闘に参加した。その戦闘で撃墜され、脱出できずに機体が爆発し戦死する。
ライナー・アルトマン（Rainer Altman）（日本語音声：田中秀幸）
ベルカ空軍第5航空師団第23戦闘飛行隊「ゲルプ隊」2番機パイロット。階級は中尉。32歳。コールサインは「ゲルプ2」。TACネームは「シュライベン（Schreiben = 文筆家）」。イエーガーと共に「コルモラン（Cormorant = カワウ）」の異名を持つ。
ウスティオ首都ディレクタスで撃墜され、脱出降下した地点付近の住民の母子に助けられる。その後はベルカには戻らず、自分を助けてくれた住民と結婚する。彼を助けた住人の元夫はベルカ戦争で戦死している。2005年時点では、入隊時から趣味で書き続けてきた戦記小説を執筆する文筆家として活動している。戦記小説はベストセラーとなり続編を執筆している。
ドミニク・ズボフ（Dominic Zubov）（日本語音声：大友龍三郎）
ベルカ空軍第13夜間戦闘航空団第6戦闘飛行隊「シュヴァルツェ隊」隊長。階級は少佐。38歳。コールサインは「シュヴァルツェリーダー」。TACネームは「トート（Tod = 死）」。一説ではドミニク・ズボフという名前自体が偽名であるとされる。
ユークトバニア出身であり、その喋りにはユーク訛りが見られる。ユークトバニア空軍に短期間ながら所属し、チュメニ紛争やロムヌイ共和国でのクーデター鎮圧に戦果を上げた。その後除隊し、ロムヌイ共和国やヴァルカ王国空軍を傭兵として渡り歩いた。1990年、どんなことをしても敵を撃ち落とす姿勢と戦功に目をつけたベルカ空軍から1990年に脱走パイロットを処分する督戦隊の隊長として多額の報酬で雇われ、ベルカ空軍の中では数少ない傭兵となる。その出自と任務内容から、蔑みの意味も含んだ「エスケープキラー」や「ハゲタカ」の異名で広く知られている。戦後は戦犯を免れるため、2005年時点も逃亡中。かつてのエスケープキラーが一転して追われる羽目になり、生計のため密輸業を営んでいる。トンプソンからのインタビューはオーレッドで受けている。
エリッヒ・ヒレンベランド（Erich Hillenberand）（日本語音声：安原義人）
ベルカ空軍第22航空師団第4戦闘飛行隊「シュネー隊」隊長。階級は中尉。40歳。コールサインは「シュネー1」。TACネームは「フェニークス（Phonix = 不死鳥）」。
妻と二人の娘を持つ。趣味として毎朝10kmのジョギングをしている。1980年にベルカ空軍に入隊するが度重なる政権交代の中で軍部のいずれの派閥にも属さなかった。出世欲がなく戦闘機乗りとしての生き方を望んだため、師団内では「万年中尉」と呼ばれている。
生涯撃墜数は51機で、これはハインリッヒに比肩するベルカ空軍でのトップクラスの数字だが、一方でベルカ戦争での3回を含めた通算7回の被撃墜記録がある。ベルカ戦争時には本人の希望通り最前線のクラード空軍基地に、ラーナー・マインツ中将率いる第22航空師団の一員として配属され、モンテローザ上空での戦闘で6機の撃墜スコアをマークするなどウスティオ制圧戦で活躍する。B7Rで撃墜された際には3日に渡って荒野を彷徨い基地までたどり着き、この頃から「死ねない男」と呼ばれるようになる。重傷を負っても後送を拒否し1マイルでも所属基地に近い病院に収容されることを望んだという逸話が残る。こうした生き方のためか、戦後は戦犯として裁かれることもなく、2005年時点ではノースオーシア州で民間の航空学校の教官を務めており、空を飛ぶことに関わっている。
ディトリッヒ・ケラーマン（Dietrich Kellerman）（日本語音声：沢木郁也）
ベルカ空軍第51航空師団第126戦闘飛行隊「ズィルバー隊」隊長。階級は中佐。45歳。コールサインは「ズィルバー1」。TACネームは「ラントヴィルト（Landwirt = 農夫）」。シングルモルトを好むが後に禁酒している。
戦前は空軍アカデミーで教官を務めていたが、ベルカ戦争勃発で士気向上のため前線に復帰させられる。現役時代は「銀色のイヌワシ（Silver Eagle）」の異名で知られたトップエースで、レクタ紛争のマインツ山地における制空権確保や、ベルカ北方での領空侵犯事件（ヴェーレ事件）においての所属不明機撃墜といった戦果を挙げた。1990年には体力の衰えを感じて、当時の上官であるハインリッヒ・ランド少将の推薦によって空軍アカデミーの第9特殊過程「ケラーマン教室」で教官を務めパイロットの育成に携わっていた。教え子からは鬼教官と恐れられ、同時に「ボス（Boss）」と呼ばれ慕われている。ベルカ戦争ではベルカ軍が劣勢に陥る中で士気高揚のため前線へと派遣されるが、B7Rの戦闘で傭兵部隊に撃墜され、僚機を務めた生徒たちは全員が戦死する。その後は二度と空には上がらず、戦後は退役し戦犯として軽い刑を受ける。オーシア軍は空軍を強化するため彼を引き入れようとしたが、これを固辞して2005年時点では田舎のビルネハイムで牧畜業を営み暮らしている。
アントン・カプチェンコ（Anton Kupchenko）（日本語音声：菅生隆之）
ベルカ空軍第18航空師団第5戦闘飛行隊「ゴルト隊」隊長。48歳。階級は中佐。コールサインは「ゴルト1」。TACネームは「シャドウ（Shadow = 影）」。「ドクター (Dr. = 博士)」の異名を持つ。
1970年にベルカ空軍に入隊し、卓越した技量からトップエースとして君臨し「金色の啄木鳥」の異名を持っていた。1985年には歳を重ねたため兵器開発部署に異動し、ペンドラゴン計画に携わった。1994年1月には領土拡大を意図する軍によって前線へ異動となった。1995年3月のベルカ戦争開戦前後に自らの中隊員とともに失踪した。大規模な捜索隊が組織されたものの発見されず、翌4月に軍は戦死と公表した。しかし彼は生存しており国境無き世界の創設に関与する。戦後、B7Rの外れにて遺体で発見される。当時の部下たちによってホルツ公立墓地に埋葬されるが、墓碑には「国境無き世界」の一員として決起する際の決意声明文とも受け取れる内容の文が記されている。失踪した部隊のメンバーの数人は連合軍に拘束された戦犯の釈放を目的にしたテロ事件の実行犯となっている。
ウォルフガング・ブフナー（Wolfgang Buchner）
前作の『エースコンバット5』にも登場していた人物。本作では前作で言及されていた軍からの逃亡シーンが描かれている。
ベルカ公国の貴族ブフナー家の長男にして、「凶鳥フッケバイン（Huckebein the Raven）」の異名を持つベルカ空軍きってのトップエース。階級は大佐。41歳。MiG-21bisに搭乗して軍から脱走する。
自国に戦術核を落とす命令を拒否し、機体を奪って逃亡したため、督戦部隊のシュヴァルツェ隊に追われる。混戦中のB7Rへと紛れ込むことで追撃を振り切るも、戦闘に巻き込まれ撃墜され消息不明となる。だが同じ戦闘で撃墜されたオーシア国防空軍のジャック・バートレット大尉の独断によって秘密裏に保護されており、以後は「ピーター・N・ビーグル」の偽名でオーシア空軍に所属する。
アシュレイ・ベルニッツ (Ashley Bernitz)
前作の『エースコンバット5』にも登場していた人物。本作ではブフナーの追跡者として登場する。
ベルカ空軍第6航空師団第4戦闘飛行隊隊長。38歳。TACネームは「グラーバク（Grabacr）」。乗機はSu-47。スーデントール出身。
空軍アカデミーの課程で航空戦の原則を学び、各国の国境線警備任務に派遣され経験を積んでいった。アカデミー卒業後は少尉に任官され、優れた操縦能力と状況把握能力から偵察任務に従事した。低空飛行を物ともしない胆力から師団長のブラウヴェルト中将によって第4戦闘飛行隊の隊長に就任した。隊員からは腕前を信頼されたが、厳格な性格から部隊間で衝突を起こしがちで、嫌厭される傾向にあった。
B7R空中戦において隊を離れ単独行動を取ってブフナー機を追う。ゲーム内ではプレイヤーが干渉しなければブフナー機とバートレット機を撃墜する。戦後は自らの所属する第6航空師団長のブラウヴェルト中将がベルカ空軍の実権を握る中、オーシア国防空軍に転属し非公式アグレッサー部隊として第8492飛行隊隊長を務める。灰色の男たちに協力し、オーシア軍内部で暗躍しオーシアとユークトバニアの戦争状態を作り出すため活動する。
グラーバクという名前は北欧神話に登場するユグドラシルの根本を噛む蛇の一匹に由来しており、「灰色の背（Gray Back）」を意味する。
ミヒャエル・ハイメロート（Michael Heimeroth）
前作の『エースコンバット5』にも登場していた人物。本作ではネームド機として登場する。
ベルカ空軍第6航空師団第5飛行隊に所属。23歳。ケラーマンが教官を務めるベルカ空軍の空軍アカデミー「ケラーマン教室」の出身。TACネームは「オヴニル（Ofnir）」。乗機はF-15S/MTD。
ベルカ戦争時にはルーキーながらB7Rにて連合軍機25機撃墜の記録を持つ。戦後はユークトバニアに移りユークトバニア空軍に所属し、アグレッサー部隊の隊長に就任する。灰色の男たちに協力し、ユークトバニア軍内部で暗躍しオーシアとユークトバニアの戦争状態を作り出すため活動する。

### サピン
アルベルト・ロペズ（Alberto Lopez）（日本語音声：山野井仁）
サピン空軍第9航空陸戦旅団第11戦闘飛行隊「エスパーダ隊」1番機パイロット。階級は大尉。32歳。コールサインは「エスパーダ1」。TACネームは「トレーロ（Torero）」。搭乗機はJ35J。重々しく威圧感に満ちた機動から「灼熱の荒牛」や「荒牛」の異名を持つ。
サピン空軍では珍しい傭兵部隊に所属。ベルカ戦争では南部戦線のエースとして、僚機と共に活躍した。戦争中期、サピン空軍は連合軍としてオーシア連邦との共同作戦が増え、その最中に「国境無き世界」創設者の一人であるジョシュア・ブリストー大尉と意気投合し協力関係を築く。ベルカ戦争終戦後の10月に所属基地から姿を消し、クーデター軍に参加したが、フレスベルクの護衛任務を最後に行方不明となる。後にパートナーであったマルセラ・バスケスの証言により死亡が確認されている。その時のエーススタイルによってマルセラ・バスケスのインタビューシーンにおける彼の末路に関する証言が変化する。
マルセラ・バスケス（Marcera Vasquez）（日本語音声：渡辺美佐）
サピン空軍第9航空陸戦旅団第11戦闘飛行隊「エスパーダ隊」2番機パイロット。階級は中尉。27歳。コールサインは「エスパーダ2」。TACネームは「マカレナ（Macarena）」。搭乗機はラファールM。
1970年にグラン・ルギドに生まれる。戦争により両親を失い、その恨みから傭兵部隊に志願しロペズと出会う。ロペズとは男女の関係になり、彼と共にクーデター軍「国境無き世界」に参加し重巡航管制機フレスベルクの護衛任務にあたる。戦後は組織を脱退し、ロペズの遺影となった写真と思い出を胸にグラン・ルギドへ戻り、バーでフラメンコのダンサーとして生計を立てている。

### オーシア
ジョシュア・ブリストー（Joshua Bristow）（日本語音声：木下浩之）
オーシア国防空軍第8航空団第32戦闘飛行隊「ウィザード隊」隊長。36歳。階級は大尉。コールサインは「ウィザード1」。TACネームは「ルーカン（Lucan）」。ニックネームは「青い魔術師」。
1983年にオーシア空軍に入隊。早くからトップエースとなるが、命令無視も多く上層部からは煙たがられていた。読書を好み、詩や哲学を引用した話し方をする。
ラリー・フォルクとは互いの腕を認め合っており、彼をファーストネームのラリーと呼ぶ仲。「国境無き世界」の創設メンバーの一人と考えられている。戦後も国境無き世界の再興のため活動していたが1999年に逮捕される。2005年時点ではランドフォード・オーシア連邦刑務所に服役している。
アンソニー・パーマー（Anthony Palmer）（日本語音声：大黒和広）
オーシア国防空軍第8航空団第32戦闘飛行隊「ソーサラー隊」隊長。32歳。階級は中尉。コールサインは「ソーサラー1」。TACネームは「ベディヴィア（Bedivere）」。
1986年にオーシア空軍に入隊。ブリストー大尉の右腕として活躍する。バルトライヒの決戦後にブリストーと共に消息を絶ち「国境無き世界」の一員として活動する。1996年3月に南ベルカの山村に潜んでいたところを発見され軍事裁判へ出廷するためオーシアへ帰国する。オーシア中央情報局から監視を受けつつも、2005年現在はオーレッドの保険会社で調査員として働いている。
ジャック・バートレット（Jack Bartlett）
前作の『エースコンバット5』にも登場していた人物。本作では友軍のひとりとして登場する。
オーシア国防空軍のパイロット。27歳。階級は大尉。F-14Dを駆って登場するが、セリフはなく、「ハートブレイク・ワン（HTBRKONE）」というTACネームのみ画面上に表記される。
B7Rの空戦で撃墜されてベイルアウトし、同じ戦闘で撃墜されベイルアウトしたウォルフガング・ブフナーと遭遇し、事情を聞いた上で彼を自分の部隊の編隊員だったピーター・N・ビーグルとして匿うことを決意する。この偽装工作は自分の所属部隊の壊滅と、ベルカ軍がB7Rを中心に使用していた電磁波兵器による情報の混乱によって成功した。当時はオーシアとの対立から融和に転じようとしていたユークトバニアの陸軍情報部に所属するナスターシャ・V・オベルタスと恋愛関係にあり、最終的には恋愛よりも祖国と仕事という比較的緩やかな破局を迎える。

### その他
ブレット・トンプソン（Brett Thompson）（日本語音声：竹本英史）
男性のジャーナリスト。物語の語り手。声のみの出演で最後までその姿を見せることはない。
ベルカ戦争終結から10年後の2005年に公開されたベルカ戦争の資料に書かれる一人の傭兵についての記述に興味を持ち、ラリー・フォルクなどその傭兵を知る人物との接触によって、ベルカ戦争の隠された真実を調査した。今作のムービーパートは彼によるインタビューを含むOBCの報道ドキュメンタリー番組であり、「OBC Documentary Special: Warriors and The Belkan War」というタイトルで放送されている。
メビウス（Mobius）
『エースコンバット04』および『エースコンバット5』アーケードモードの主人公のコールサインを持つ存在。本編とはストーリー上の繋がりがないSP MISSIONを難易度「ACE」で挑み、特定条件を満たすと最後にF/A-22に搭乗して出現する。圧倒的な機動力をもってプレイヤーと対峙する。

## 収録機体
プレイアブル機は実在機が33種、架空機が3種の計36種である。
航空機名の使用許可については、前作と同じくロッキード・マーティンやボーイング、ノースロップ・グラマン、BAEシステムズ、ユーロファイターGmbH、パナビアGmbH、ダッソー・アビアシオン、SAABから使用に関するライセンスを取得している。また、航空自衛隊から協力を得ている。
| 戦闘機 （Fighter）    | 攻撃機 （Attacker）  | マルチロール機 （Multirole） | 電子戦機 （Jammer） |
| --------------------- | -------------------- | ---------------------------- | ------------------- |
| F-5E Tiger II         | F-1                  | F/A-18C Hornet               | EA-6B Prowler       |
| J35J Draken           | A-10A Thunderbolt II | JAS-39C Gripen               | EA-18G              |
| MiG-21bis Fishbed     | Mirage 2000D         | F-35C                        |                     |
| F-4E Phantom II       | F-16XL               | Rafale M                     |                     |
| MiG-29A Fulcrum       | Tornado GR.4         | X-02 Wyvern                  |                     |
| F-20A Tigershark      | F-2A                 |                              |                     |
| F-16C Fighting Falcon | F-15E Strike Eagle   |                              |                     |
| MiG-31 Foxhound       | F-117A Nighthawk     |                              |                     |
| Su-27 Flanker         | Su-32 Strike Flanker |                              |                     |
| F-15C Eagle           |                      |                              |                     |
| X-29A                 |                      |                              |                     |
| F-14D Super Tomcat    |                      |                              |                     |
| Typhoon               |                      |                              |                     |
| YF-23A Black Widow II |                      |                              |                     |
| F-15S/MTD             |                      |                              |                     |
| Su-47 Berkut          |                      |                              |                     |
| Su-37 Terminator      |                      |                              |                     |
| F/A-22A Raptor        |                      |                              |                     |
| ADFX-01 Morgan        |                      |                              |                     |
| ADF-01 FALKEN         |                      |                              |                     |